# Gods of the Earth
Gods of the Earth è il secondo album in studio del gruppo heavy metal statunitense The Sword, pubblicato nel 2008.

## Tracce
1. The Sundering – 2:04
2. The Frost-Giant's Daughter – 5:02
3. How Heavy This Axe – 3:05
4. Lords – 4:57
5. Fire Lances of the Ancient Hyperzephyrians – 3:28
6. To Take the Black – 4:40
7. Maiden, Mother & Crone – 3:59
8. Under the Boughs – 4:57
9. The Black River – 5:53
10. The White Sea – 7:22
11. senza titolo (ghost track strumentale) – 2:23

## Formazione
- J. D. Cronise - voce, chitarra
- Kyle Shutt - chitarra
- Bryan Richie - basso
- Trivett Wingo - batteria, percussioni